# Новоайбесинское сельское поселение
Новоайбе́синское се́льское поселе́ние (чув. Çĕнĕ Эйпеç ял тăрăхĕ) — муниципальное образование в Алатырском районе Чувашии Российской Федерации.
Административный центр — село Новые Айбеси.

## История
Статус и границы сельского поселения установлены Законом Чувашской Республики от 24 ноября 2004 года № 37 «Об установлении границ муниципальных образований Чувашской Республики и наделении их статусом городского, сельского поселения, муниципального района и городского округа».

## Население
| 2010 | 2012 | 2013 | 2014 | 2015 | 2016 | 2017 |
| ---- | ---- | ---- | ---- | ---- | ---- | ---- |
| 803  | ↘771 | ↘758 | ↘738 | ↘716 | ↘706 | ↘682 |
| 2018 | 2019 | 2020 | 2021 |      |      |      |
| ↘667 | ↘656 | ↘626 | ↘625 |      |      |      |

Всего — 996
женщин — 491
мужчин — 505
пенсионеров — 233
детей от 0 до 6 лет — 74
детей от 7 до 17 лет — 145
молодёжи от 14 до 30 лет — 240 чел.

## Состав сельского поселения
| № | Населённый пункт | Тип населённого пункта       | Население |
| - | ---------------- | ---------------------------- | --------- |
| 1 | Искра            | посёлок                      | ↗5        |
| 2 | Новые Айбеси     | село, административный центр | ↗932      |
| 3 | Сальный          | посёлок                      | ↘5        |